# Belle and Sebastian
Ne doit pas être confondu avec Belle et Sébastien.
Pour les articles homonymes, voir B&S.
Belle and Sebastian (parfois abrégé B&S) est un groupe de rock indépendant britannique, originaire de Glasgow, en Écosse. Il est créé par Stuart Murdoch et Stuart David en janvier 1996.

## Biographie

### Formation (1996)
Le nom de Belle and Sebastian est d'abord utilisé par Stuart Murdoch dans une nouvelle racontant l'histoire d'un groupe formé par deux personnages de fiction, il est conservé pour nommer son propre groupe. Il est tiré d'un livre pour enfants de l'auteur française Cécile Aubry, qui est adapté pour la télévision. Certains albums contiennent d'ailleurs cette notice (en anglais et en français) : « Belle et Sébastien, est le titre d'un roman et d'une série de films de Madame Cécile Aubry : les artistes remercient Madame Cécile Aubry de les avoir autorisés à emprunter ce nom. »
Stuart Murdoch, jeune écossais résidant à Glasgow, où il exerce plusieurs petits boulots et pratique son hobbie, la course à pied, pense pour la première fois à se lancer dans la musique en 1995. Il fait la connaissance de Stuart David dans un programme de création d’emplois pour jeunes chômeurs, et l'embryon de groupe provisoirement baptisé Road Island commence à enregistrer quelques démos qui attirent rapidement l'attention des maisons de disques.

### Débuts (1996–1997)
Mark Jones du label Jeepster Records obtient un accord verbal avec eux en janvier 1996, mais Stuart Murdoch retarde la signature de plusieurs mois à cause d'un autre projet. En effet, les démos enregistrées par Murdoch et David sont utilisées dans le cadre d'un cours au Staw College de l'université de Glasgow, auquel participe le batteur Richard Colburn. L'université dispense un cours de marketing préparant les étudiants à exercer dans le secteur de la musique. Le collège dispose d'un label baptisé Electric Honey, et de l'expertise d'intervenants extérieurs, comme Ken McCluskey, ancien chanteur du groupe The Bluebells, et Alan Rankine, ancien membre de Associates. Chaque année, le cours de music business a pour objectif de publier un single sur le label du Staw College, mais la qualité des chansons de Murdoch et David permet cette fois de réaliser un album entier. Les deux Stuart rassemblent d'autres musiciens (Chris Geddes, Sarah Martin, Isobel Campbell, Stevie Jackson et Richard Colburn) et enregistrent en trois jours leur premier album sous le nom Belle and Sebastian.
Tigermilk est publié par Electric Honey en mai 1996 uniquement sur disque vinyle et en édition limitée à mille exemplaires,,. La très faible diffusion de l'album et un bouche à oreille favorable en ont fait un disque culte au Royaume-Uni. L'attitude du groupe, qui au début de sa carrière n'apparaît pas sur les pochettes de ses disques et refuse les sollicitations de la presse et les séances photo, ajoute au mystère.
En août, le groupe signe comme prévu sur le label Jeepster Records, et sort l'album If You're Feeling Sinister dès novembre. À cette occasion, ils donnent leurs premiers concerts en dehors d'Écosse et se produisent à Londres en première partie des Tindersticks, mais ces premiers concerts souffrent souvent de la maladresse et de l'amateurisme des interprètes, qui passent de longues minutes à s'accorder ou échanger leurs instruments entre les chansons (on peut penser aussi que cela fait partie de leur charme). À l'époque, Stuart Murdoch exerce encore un emploi de concierge au sein de sa paroisse où il fait également partie de la chorale. L'année 1997 est consacrée à l'enregistrement d'une série de trois EP. Dog on Wheels sort en avril et permet au public de découvrir quelques-unes des démos originales de Murdoch et David. Lazy Line Painter Jane est réalisé en juillet alors que le groupe tourne au Royaume-Uni, et manque de faire son entrée au Top 40. En septembre, Belle and Sebastian donne ses premiers concerts en Europe continentale et aux États-Unis pour promouvoir l'album If You're Feeling Sinister. Le troisième EP de l'année, 3… 6… 9… Seconds of Light, est réalisé en octobre. Il est nommé disque de la semaine par les hebdomadaires britanniques Melody Maker et New Musical Express et atteint la 32e place dans le classement des meilleures ventes au Royaume-Uni.

### Succès et changements de line-up (1998–2003)

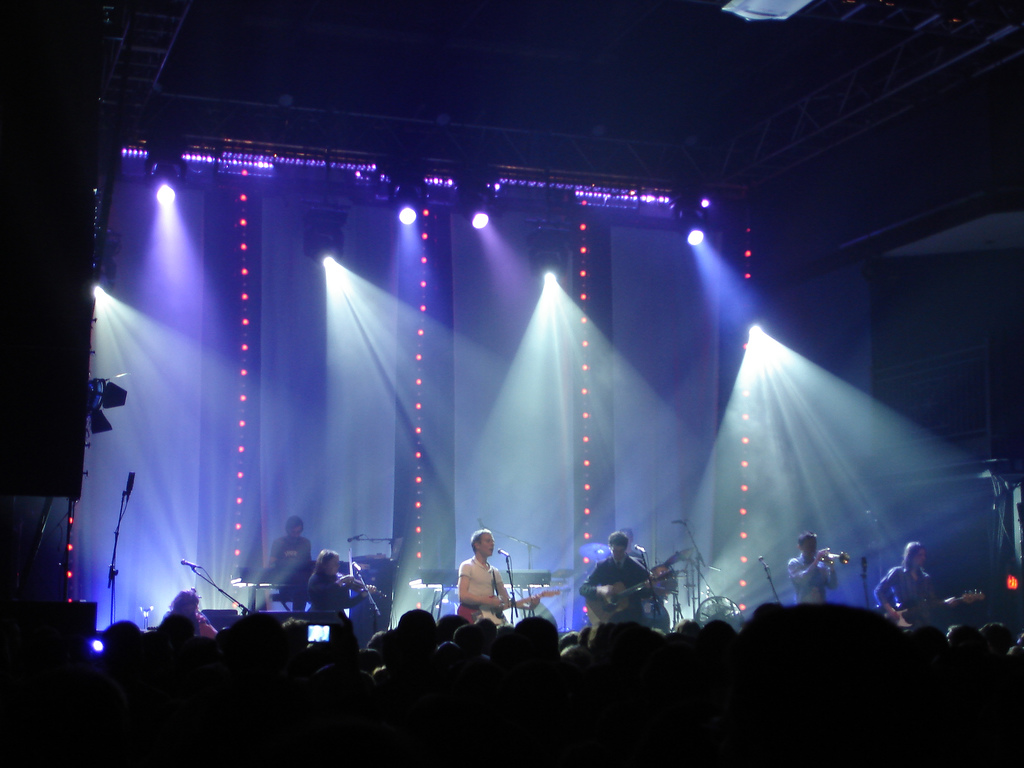
Belle and Sebastian au 9:30 Club de Washington, D.C.

L'album The Boy With the Arab Strap sort en septembre 1998 et occupe brièvement la 12e place des charts britanniques. Distribué aux États-Unis par Matador Records, il est positivement accueilli par la presse locale et par des magazines comme Rolling Stone et le Village Voice ; cependant, l'album a ses détracteurs comme Pitchfork, qui lui attribue une mauvaise note et qui le considère comme une « parodie » de leurs premiers morceaux (Pitchfork a depuis supprimé la critique de son site). L'album est suivi par l'EP This Is Just a Modern Rock Song plus tard la même année.
Le groupe entame sa première tournée mondiale. En octobre 1998, ils se produisent à Paris à l'occasion d'un concert à La Cigale et d'une session radio diffusée dans l'émission C'est Lenoir sur France Inter.
En 1999, Belle and Sebastian obtient le prix de la révélation britannique lors des Brit Awards, alors que le groupe existe depuis déjà trois ans et compte autant d'albums à son actif. En avril, Belle and Sebastian prend part au Bowlie Weekender (en), un festival se déroulant à Camber Sands, une station balnéaire de la côte sud de l'Angleterre, où le groupe joue également le rôle de conseiller artistique en établissant la programmation. Parmi la vingtaine d'artistes au programme, figurent The Pastels, Mercury Rev, Teenage Fanclub, The Flaming Lips… En juin, l'album Tigermilk, qui avait connu une sortie confidentielle et dont les rares copies s'arrachaient à prix d'or, est réédité par le label Jeepster et se classe 13e dans les charts.
En 2000, sort le quatrième album, Fold Your Hands Child, You Walk Like a Peasant, qui se classe dans le Top 10 au Royaume-Uni. Belle and Sebastian apparaît dans l'émission Top of the Pops pour y interpréter le single Legal Man. Stuart David, bassiste et cofondateur du groupe, choisit alors de se consacrer à son autre projet, Looper. Durant l'année 2002, Belle and Sebastian enregistre la bande originale du film Storytelling de Todd Solondz et signe chez Rough Trade. Au beau milieu d'une tournée mondiale, la violoncelliste Isobel Campbell annonce elle aussi son départ du groupe.

### Changement de label et retour du succès (2003–2010)
Le cinquième album intitulé Dear Catastrophe Waitress, produit par Trevor Horn, sort en octobre 2003. Il est nommé au Mercury Music Prize, finalement décerné à Franz Ferdinand en septembre 2004. Le single I'm a Cuckoo devient leur plus gros succès en atteignant la 14e place des ventes au Royaume-Uni. Il s'agit de leur premier simple reprenant une chanson également présente sur un album, les EP sortis sur le label Jeepster étant composés de morceaux inédits. Rough Trade réalise également la remarquable compilation DVD intitulée Fans Only comprenant des vidéoclips, instants de répétition, extraits de concerts et apparitions télévisées. Ce DVD restitue parfaitement l'originalité foncière de Belle & Sebastian sur la scène rock, notamment en vertu de l'étonnant "naturel" qui émane de ses membres.
L'album Live at the Barbican, enregistré lors d'un concert au Barbican Arts Centre de Londres en septembre 2005, reprend tous les titres de If You’re Feeling Sinister. Il est disponible au téléchargement en exclusivité sur l'iTunes Music Store et tous les bénéfices sont versés au Disasters Emergency Committee (DEC) afin de venir en aide aux victimes du séisme du 8 octobre 2005 au Cachemire indien.
En 2006, sort l'album The Life Pursuit. Il est précédé au début de 2006 par la parution du single Funny Little Frog. Suivront un peu plus tard dans l'année The Blues Are Still Blue et White Collar Boy. Le 18 novembre 2008, le groupe sort The BBC Sessions, qui comprend des morceaux enregistrés entre 1996 et 2001 (dont ceux avec Isobel Campbell avant son départ du groupe), qui s'accompagne d'un second disque avec une performance live à Belfast pour noël 2001.

### Nouvelles activités (depuis 2010)

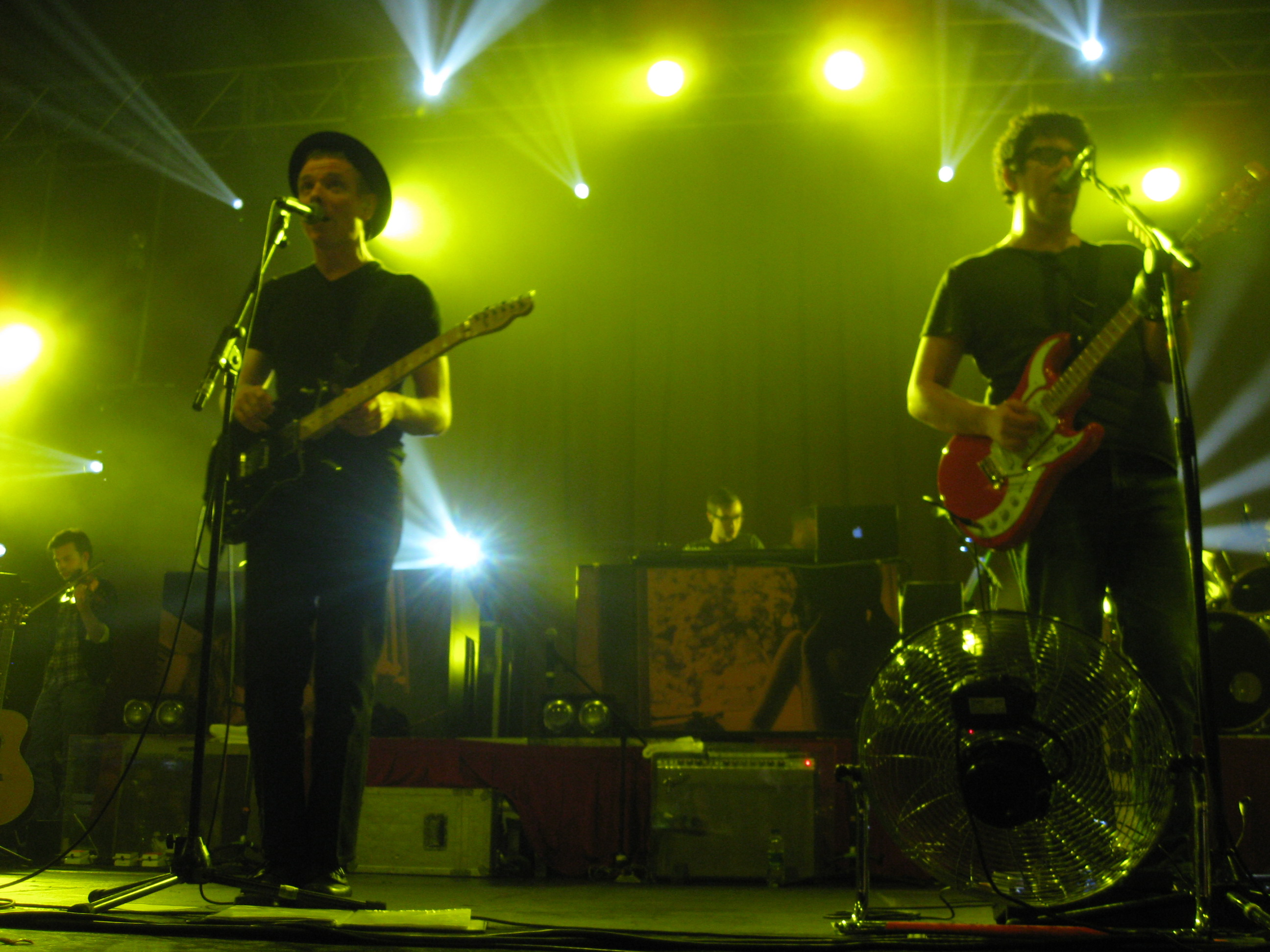
Le groupe en concert à Berlin, en 2011.

Le 17 juillet 2010, le groupe joue son premier concert britannique après presque quatre ans d'absence, devant 30 000 spectateurs au Latitude Festival de Henham Park, Southwold. Ils y jouent deux nouveaux morceaux, I Didn't See It Coming et I'm Not Living in the Real World. Leur huitième album, publié au Royaume-Uni et à l'international le 25 septembre 2010, est intitulé Belle and Sebastian Write About Love. Le premier single de l'album et son morceau-titre Write About Love sont publiés aux US le 7 septembre 2010. Write About Love atteint l'UK Albums Chart dès la première semaine de sa sortie (8e). Norah Jones participe au morceau Little Lou, Ugly Jack, Prophet John.
En 2013, Pitchfork TV sort un documentaire d'une heure, réalisé par RJ Bentler, se consacrant à l'album If You're Feeling Sinister et à leurs premiers morceaux. Le groupe publie une deuxième compilation, The Third Eye Centre, qui comprend des faces B et raretés sorties après Push Barman to Open Old Wounds, issues des albums Dear Catastrophe Waitress, The Life Pursuit, et Write About Love. Dans une interview datant de la fin 2013, Mick Cooke confirme avoir quitté le groupe en bons termes. Le groupe reçoit un Outstanding Contribution To Music Award aux NME Awards en 2014. En 2014, le groupe retourne en studio, à Atlanta, Géorgie pour un neuvième album et annonce des dates pour une tournée mondiale d'ici la fin 2014. Leur neuvième album, Girls in Peacetime Want to Dance, est publié le 19 janvier 2015.
À la mi-2017, le groupe sort un nouveau single, We Were Beautiful. En décembre 2017, janvier et février 2018, le groupe sortira une série d'EP sous le nom de How to Solve Our Human Problems.
Le 28 mai 2024, le groupe se produit à la salle Pleyel, avec Alva Starr en première partie.

## Membres

### Membres actuels
- Stuart Murdoch - chant, guitare, claviers (depuis 1996)
- Stevie Jackson - chant, guitare (depuis 1996)
- Chris Geddes - claviers (depuis 1996)
- Richard Colburn - batterie (depuis 1996)
- Sarah Martin - violon, chant (depuis If You're Feeling Sinister) (depuis 1996)
- Bobby Kildea - guitare, basse (depuis 2000)
- Dave McGowan - basse, guitare, claviers (depuis 2011)

### Anciens membres
- Stuart David - basse, guitare (1996-2000)
- Isobel Campbell - chant, violoncelle (1996-2002)
- Mick Cooke - trompette, basse (1996-2013)

## Discographie

### Albums studio
- 1996 : Tigermilk (Electric Honey - rééd. 1999, Jeepster Recordings)
- 1996 : If You're Feeling Sinister (Jeepster Recordings)
- 1998 : The Boy with the Arab Strap (Jeepster Recordings)
- 2000 : Fold Your Hands Child, You Walk Like a Peasant (Jeepster Recordings)
- 2003 : Dear Catastrophe Waitress (Rough Trade)
- 2006 : The Life Pursuit (Rough Trade)
- 2010 : Write About Love (Rough Trade)
- 2015 : Girls in Peacetime Want to Dance (Matador Records)
- 2018 : How to Solve our Human's Problems?
- 2022 : A Bit of Previous
- 2023 : Late Developers

### Singles et EP
- 1997 : Dog On Wheels (EP, Jeepster Recordings)
- 1997 : Lazy Line Painter Jane (EP, Jeepster Recordings)
- 1997 : 3… 6… 9… Seconds of Light (EP,  Jeepster Recordings)
- 1998 : This Is Just a Modern Rock Song (EP, Jeepster Recordings)
- 2000 : Legal Man (single, Jeepster Recordings)
- 2001 : Jonathan David (EP, Jeepster Recordings)
- 2001 : I'm Waking Up to Us (EP, Jeepster Recordings)
- 2003 : Step into My Office Baby (single, Rough Trade)
- 2004 : I'm a Cuckoo (single, Rough Trade)
- 2004 : Books (EP, Rough Trade)
- 2006 : Funny Little Frog (single, Rough Trade)
- 2006 : The Blues Are Still Blue (single, Rough Trade)
- 2006 : White Collar Boy (single, Rough Trade)
- 2010 : Write About Love (single uniquement disponible via iTunes)

### Compilations et autres
- 2000 : Lazy Line Painter Jane (coffret contenant les trois premiers EP, Jeepster Recordings)
- 2002 : Storytelling (BO, Jeepster Recordings ; bande originale du film de Todd Solondz)
- 2003 : Fans Only (DVD : compilation de clips, raretés, moments de répétitions, tournées, etc., Rough Trade)
- 2005 : Push Barman to Open Old Wounds (compilation des sept EP édités par Jeepster, Jeepster Recordings)
- 2005 : If You're Feeling Sinister: Live at the Barbican (concert enregistré en septembre 2005)
- 2008 : The BBC Sessions (2008)
- 2013 : The Third Eye Centre (compilation de faces B et raretés, période 2003-2010)
- 2016 : The Jeepster Singles Collection (compilation de singles, période 1997 - 2001)
- 2019 : Days of the Bagnold Summer (BO, Matador Records ; bande originale du film de Simon Bird)

### Tribute
- A Century of Covers - Belle And Sebastian Tribute